# Kloran
Kloran – vademecum, w którym członkowie Ku Klux Klanu zawarli swoje przekonania i dogmaty. Zawiera m.in. szczegółowy opis hierarchii i zadań członków Klanu oraz opisy ceremonii i procedur stosowanych w Klanie. Książka została napisana w specyficznym języku, często umieszczającym na początku słów liter Kl, np. Klonversation (ang. conversation), Klavern (ang. cavern). Stąd też pochodzi tytuł książki, bazująca na słowach Koran i „klan”. Pełny tytuł brzmi „The Kloran of the White Knights of The Ku Klux Klan”.
Większa część Kloranu to opisy hierarchii i ceremonii. Wstęp ma charakter deklaracji ideowej, w której autor stwierdza, że dla segregacji rasowej nie ma alternatywy. Książka zawiera też jedną ilustrację, przedstawiającą porządek, jaki obowiązuje członków klanu w trakcie obrzędu.
Pierwszą wersję Kloranu stworzył ok. 1915 William Joseph Simmons, założyciel drugiego, tzw. odrodzonego Ku Klux Klanu. Przez lata doczekała się kilku wersji.